# 신은정
신은정(申恩晶, 1974년 1월 3일 ~ )은 대한민국의 배우다.

## 학력
- 동래초등학교 (졸업)
- 동래여자중학교 (졸업)
- 중경고등학교 (졸업)
- 서울예술대학 연극과 (졸업)

## 출연작

### 드라마
- 1998년 SBS 아침연속극 《겨울 지나고 봄》 ... 정수진 역
- 1998년 SBS 월화드라마 《바람의 노래》
- 1999년 KBS2 납량기획드라마 《전설의 고향 - 1999년》〈재인의 아내〉 ... 솜솜이 역
- 1999년 SBS 일요드라마 《카이스트》 ... 신남희 역
- 1999년 MBC 일일연속극 《날마다 행복해》 ... 공문자 역
- 2000년 MBC 아침드라마 《사랑할수록》 ... 한신혜 역
- 2000년 KBS2 특별기획드라마 《천둥소리》 ... 허균의 후처 역
- 2001년 MBC 월요시트콤 《세친구》 ... 윤다훈과 박상면과 정웅인의 문화고등학교 1년 후배 신은정 역으로 특별 출연
- 2001년 SBS 대하사극 《여인천하》 ... 인성왕후 박씨 역
- 2001년 MBC 단막극 《MBC 베스트극장 - 바다끝 물고기》 ... 연정 역
- 2001년 SBS 주말극장 《화려한 시절》
- 2003년 SBS 대하사극 《왕의 여자》 ... 강아 역
- 2003년 SBS 주말극장 《흐르는 강물처럼》 ... 소라 역
- 2004년 SBS 대하사극 《장길산》 ... 장길산의 생모 역
- 2004년 MBC 단막극 《MBC 베스트극장 - 그러나 기억하라》 ... 수현 역
- 2004년 KBS2 단막극 《드라마시티 - 잔혹동화》 ... 민희 역
- 2004년 MBC 법정드라마 《실화극장 죄와 벌》 ... 검사 역
- 2004년 MBC 일일연속극 《왕꽃 선녀님》 ... 강준영 역
- 2004년 KBS2 주말연속극 《애정의 조건》 ... 백민주 역
- 2004년 KBS2 수목드라마 《두번째 프러포즈》
- 2007년 MBC 특별기획드라마 《태왕사신기》 ... 달비 역
- 2008년 MBC 창사47주년 특별기획드라마 《에덴의 동쪽》 ... 레베카/유미애 역
- 2008년 KBS2 월화드라마 《강적들》 ... 강수련 역
- 2010년 SBS 일일드라마 《호박꽃 순정》 ... 오경복 역
- 2011년 MBC 월화 특별기획 드라마 《계백》 ... 선화황후 역
- 2012년 TV조선 설날특집극 《아버지가 미안하다》 ... 희숙 역
- 2012년 SBS 월화드라마 《신의》 ... 화수인 역
- 2014년 KBS2 HD 특별기획드라마 《감격시대: 투신의 탄생》 ... 김성덕 역
- 2014년 TV조선 주말연속극 《백년의 신부》 ... 마재란 역
- 2014년 SBS 특별기획 《끝없는 사랑》 ... 경자 역
- 2014년 OCN 일요 오리지널 드라마 《리셋》 ... 한계장 역
- 2014년 KBS2 TV소설 《일편단심 민들레》 ... 최주희 역
- 2014년 tvN 금토드라마 《미생》 ... 선지영 차장 역
- 2015년 SBS 드라마스페셜 《하이드 지킬, 나》 ... 강희애 역
- 2015년 MBC 특별기획드라마 《화정》 ... 인목왕후 역
- 2015년 KBS2 단막극 《KBS 드라마 스페셜 - 아비》 ... 민지혜 역
- 2016년 MBC 일일특별기획 《워킹 맘 육아 대디》 ... 윤정현 역
- 2016년 JTBC 금토드라마 《솔로몬의 위증》 ... 김선생 역
- 2017년 MBC 월화드라마 《역적 : 백성을 훔친 도적》 ... 금옥 역
- 2017년 MBC 주말특별기획 《도둑놈, 도둑님》 ... 민해원 / 민정혜 역 (특별 출연)
- 2017년 SBS 드라마스페셜 《당신이 잠든 사이에》 ... 김주영 역
- 2018년 tvN 토일드라마 《무법 변호사》 ... 최진애 역
- 2018년 OCN 주말드라마 《라이프 온 마스》 ... 경화 역
- 2018년 tvN 단막극 《드라마 스테이지 - 진추하가 돌아왔다》 ... 정희 역
- 2021년 tvN 월화드라마 《나빌레라》 ... 김애란 역
- 2022년 TVING 오리지널 드라마 《내과 박원장》 ... 선우수지 역
- 2023년 채널 A 월화드라마 《가면의 여왕》 ... 주유정 역
- 2024년 MBN 금토드라마 《나쁜 기억 지우개》 ... 송미선 역
- 2024년 tvN 단막극 《O'PENing - 아름다운 우리여름》 … 김혜진 역
- 2024년 SBS 금토드라마 《열혈사제 2》 ... 정석희 역
- 2025년 tvN 토일드라마 《폭군의 셰프》 … 자현대비 역

### 영화
- 2001년 《아미지몽》 ... 은정 역
- 2002년 《오버 더 레인보우》 ... 영미 역
- 2007년 《두 얼굴의 여친》 ... 유리 언니, 상희 역
- 2009년 《불신지옥》 ... 태환 처 역
- 2016년 《계춘할망》 ... 명옥 역
- 2018년 《룸》
- 2025년 《그 시절, 우리가 좋아했던 소녀》 ... 송승희 (특별출연)

### 광고
- 2011년 충주시 - 지자체 홍보 드라마
- 2012년 한국토지주택공사 경기도시공사 - 동탄2신도시
- 2013년 대명그룹 기안 라이프웨이 - 상조 이상의 가치
- 2013년 마누카 네추럴(천연 화장품)
- 2014년 랑콤 레네르지 플라즈마 세럼 - 치열한 회사생활 편
- 2015년 한국환경산업기술원 - 가습기 살균제 피해
- 2015년 대한민국 환경부 - 2015 세계 물의 날
- 2016년 라이나생명
- 2017년 힘찬건설 - 집에 대한 생각을 뒤집다
- 2020년 쌍용자동차 - 올 뉴 렉스턴

## 수상
- 2008년 MBC 연기대상 조연배우부문 황금연기상

## 홍보대사
- 2010년 10월 충주 삼색온천 홍보대사
- 2012년 12월《대한사회복지회》 홍보대사
- 2013년 2월 헤비타트 홍보대사
- 2013년 3월 아토피 예방 홍보대사
- 2013년 4월 루부365 명예홍보대사